# Hilde Scheppan
Hilde Scheppan  (17. September 1907 in Forst in der Lausitz – 24. September 1970 in Bayreuth) war eine deutsche Opernsängerin der Stimmlage Sopran. Sie war 20 Jahre an der Staatsoper Unter den Linden in Berlin verpflichtet und gastierte von 1937 bis 1958 bei den Bayreuther Festspielen.
Sie zählte zu den Sängern der sogenannten „Wagner-Garde“ des Dritten Reiches, die in Inszenierungen von Heinz Tietjen in Berlin und Bayreuth auftraten und von NS-Repräsentanten hoch geschätzt wurden, und stand 1944 auf der Gottbegnadeten-Liste.

## Leben und Werk
Hilde Scheppan studierte an der Berliner Musikhochschule bei Emy von Stetten, debütierte 1934 in Darmstadt und sang danach am Opernhaus Wiesbaden. Ab 1934 gehörte sie dem Ensemble der Staatsoper Unter den Linden in Berlin an, zuerst als Chorsängerin, ab 1935 als Solistin. 1936 trat sie im Film Das Mädchen Irene auf. Von 1937 bis 1943 gastierte sie alljährlich bei den Bayreuther Festspielen, sie sang dort eine der Rheintöchter und zwei Walküren im Ring des Nibelungen,  einen Knappen und ein Blumenmädchen im Parsifal sowie im Jahr 1943 die Eva in den Meistersinger von Nürnberg. Einen Schwerpunkt ihres Repertoires bildeten Rollen in Werken von Richard Wagner und Richard Strauss – Irene, Senta, Sieglinde und Eva einerseits, Chrysothemis, Leitmetzerin, Najade, Kaiserin und Freihild in Guntram andererseits. In Berlin übernahm sie auch einige jugendlich-dramatischen Rollen des italienischen Fachs, beispielsweise in den Verdi-Rollen Leonore im Troubadour und Desdemona im Othello. Am 24. November 1938 wirkte sie in der hochkarätig besetzten Uraufführung von Werner Egks Peer Gynt an der Berliner Staatsoper mit. Nach dem Untergang des NS-Regimes fanden die Aufführungen der Staatsoper im Berliner Admiralspalast statt. Hilde Scheppan sang zwar im sowjetisch besetzten Osten Berlin und hatte dort „bis 1954 sehr große Erfolge“, so Kutsch/Riemens, wohnte aber in Charlottenburg. 1952 bis 1957 war sie Ensemblemitglied der Stuttgarter Oper. Sie gab Gastspiele in Amsterdam, Wien und Zürich, in Hamburg, München, Dresden. Sie ließ sich in Bayreuth nieder und wohnte dort in der Richard-Wagner-Straße. Von 1954 bis 1957 sang sie erneut die Helmwige bei den Bayreuther Festspielen, 1958 die Ortlinde. Gegen Ende ihrer Bühnenlaufbahn widmete sie sich zunehmend dem Unterrichten, zunächst am Coburger Konservatorium. 1957 wurde ihr eine Professur am Nürnberger Konservatorium übertragen. Gemeinsam mit Willi Domgraf-Fassbaender leitete sie dort eine Meisterklasse für Operngesang. Schließlich war sie Professorin an der Münchner Hochschule für Musik und Theater.
Sie war mit dem Arzt Philipp Hausser verheiratet.

## Aufnahmen
Obwohl Hilde Scheppan auf der Bühne überwiegend deutsches Repertoire sang, sind vor allem Tondokumente italienischer Opern erhalten. Dem Zeitgeist folgend wurden diese Werke in deutscher Sprache gesungen, beispielsweise der 1943 aufgenommene Bajazzo von Ruggero Leoncavallo mit Helge Roswaenge, Georg Hann, Carl Wessely und Karl Schmitt-Walter, dirigiert von Artur Rother. Es gibt  auch eine Aufnahme der Cavalleria rusticana, in der sie die Santuzza singt. Von Giuseppe Verdi gibt es Querschnitte von Macht des Schicksals, Aida und Othello, ebenfalls in deutscher Sprache.
In einer Rundfunkaufnahme mit Ausschnitten aus Wagners Rienzi ist sie als Irene zu hören. Berühmt ist ihre Einspielung des Terzetts der drei Damen mit Tamino aus der Zauberflöte – mit Rut Berglund, Elfriede Marherr, Helge Rosvaenge und den Berliner Philharmonikern unter Leitung von Thomas Beecham. Weiters besteht ein Freischütz-Querschnitt und eine Gesamtaufnahme der Oper Notre Dame von Franz Schmidt.